# Гончарівська сільська рада (Золочівський район)
| Гончарівська сільська рада — колишній орган місцевого самоврядування у Золочівському районі Львівської області з адміністративним центром у с. Гончарівка. Історична дата утворення: в 1994 році. Водоймища на території, підпорядкованій даній раді: річка Золочівка. Сільській раді були підпорядковані населені пункти: - с. Гончарівка |

## Склад ради
Рада складалася з 14 депутатів та голови.

### Керівний склад ради
| ПІБ                      | Основні відомості                                                                           | Дата обрання | Дата звільнення |
| ------------------------ | ------------------------------------------------------------------------------------------- | ------------ | --------------- |
| Венярська Марія Ігорівна | Сільський голова, 1964 року народження, освіта, Всеукраїнське об'єднання «Батьківщина»      | 26.03.2006   | 31.10.2010      |
| Венярська Марія Ігорівна | Сільський голова, 1964 року народження, освіта вища, Всеукраїнське об'єднання «Батьківщина» | 31.10.2010   |                 |

Примітка: таблиця складена за даними джерела